# Český Rudolec (zámek)
Český Rudolec (nazývaný též Malá Hluboká nebo Moravská Hluboká) je zámek v okrese Jindřichův Hradec, který se nachází u silnice II/409 v jihovýchodní části Českého Rudolce nedaleko Dačic v oblasti tzv. České Kanady. Zámek se zámeckým parkem je chráněn jako kulturní památka.

## Historie

### Tvrz
Původní stavba měla charakter gotické vodní tvrze v rovinaté krajině. Stála v podmáčeném prostředí na dubových pilotách. Nepřístupná oblast byla kolonizována v souvislosti s hledáním míst pro těžbu stříbra a dalších drahých kovů. O jeho dolování svědčí i názvy některých částí v okolí – např. Silberberg.
První přímá zpráva o tvrzi je z roku 1353 (Rudolec byl zmiňován již v roce 1343 v souvislosti s místním farním kostelem); tehdy náležela vladykům z Rudolce a ležela při obchodní cestě Praha–Vídeň. V roce 1406 ji předal markrabě Jošt Vilémovi z Miličína a přitom zbavil zboží lenního závazku. V roce 1446 přepustil Beneš z Miličína Rudolec spolu s Lidéřovicemi, Markvarcem, Radíkovem, Klenovou (zaniklá), Kadolcem, Leštnicí (zaniklá), Lipnicí a Němčicemi Janu Crhovi z Dolan. Jako další majitelé Rudolce se uvádějí Václav z Maříže (1464) a Jan z Osečan, který ji vyženil roku 1499. Po jeho smrti přešla tvrz v rámci příbuzenských svazků v polovině 16. století na Hodické z Hodic. Jan Hodický z Hodic v kostele vybudoval náhrobek a je zde také pohřben s celou rodinou. V roce 1630 prodala Kateřina z Hodic Rudolec s tvrzí a některými dalšími statky moravskému císařskému hejtmanu Ferrantu Coquiovi. Majitelé se pak střídali v rychlém sledu.
Kolem 17. století hraběnka Tokelliová přestavěla tvrz na renesanční zámek, v téže době vznikly v okolí park i se skleníky, které byly na místě původního mlýna, dále také pivovar a lihovar. Ve výše zmiňované oranžerii byl později vypěstovaný první ananas na našem kontinentě. Ještě na konci 17. století – za Trautsonů – byl zámek přestavěn barokně. V dokumentech z počátku 18. století se o píše o „panském zámku s věží a hodinami, k němuž přiléhá zahrada anglického stylu se skleníkem“.  V roce 1741 umřela majitelka Marie Terezie Trautsohnová a byl sepsán první známý inventář majetku a popis zámku: „Pokoj pro hosty s nizozemskými čalouny, další pokoj, jídelna – dříve ložnice – červené damaškové čalouny, pokoj kněžny s krbem, kabinet, chodba, další tři pokoje, pokoj paní, komora, důstojnický pokoj, lékárna, kuchyně, přípravna.“

### Novogotický zámek

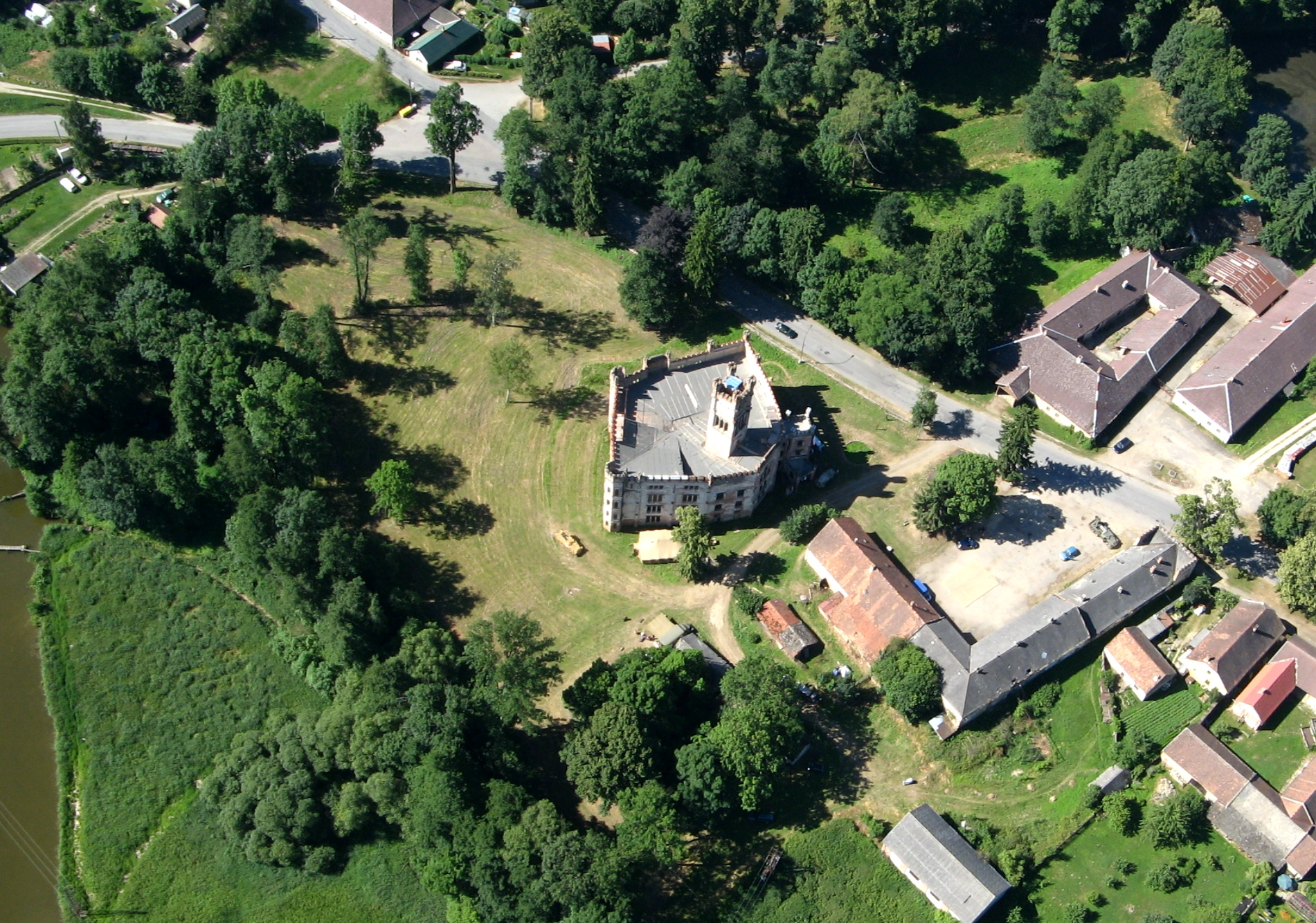
Letecký pohled

Objekt byl po požáru v roce 1860 přestavěn v letech 1860–1861 ve stylu romantické tudorovské anglické novogotiky. Majitelem velkostatku byl tehdy rytíř Michael Angelo von Picchioni, který sám vypracoval plán přestavby. (Jaroslav Dvořák v textu o historii obce a po něm MF Dnes autorství přestavby mylně přisoudili až  rytířovi Ludvíkovi von Picchioni, představiteli pozdější generace rodu.)
Se zámkem sousedí statek (čp. 2) s obytnou budovou, stájemi, sklady a dalšími hospodářskými objekty. Těmto souvisejícím hospodářským budovám nepřiznala v roce 2008 prodávající realitní kancelář valnou uměleckou-historickou hodnotu, jejich stav vyžadoval rekonstrukci. Zámecký park je registrovaný jako významný krajinný prvek.

### Chátrání zámku v druhé polovině 20. století a počátkem 21. století
Koncem 2. světové války byl zámek několikrát vykraden. V roce 1948 byl znárodněn  a od té doby i přes občasné pokusy o údržbu převážně chátral. Od 50. do 70. let sloužil zámek dočasně k bydlení zaměstnanců Státního statku Český Rudolec, než pro ně Státní statek postavil nové byty.
V roce 1963 byl zámek zapsán do seznamu státních kulturních památek. V 70. letech Okresní národní výbor v Dačicích nechal za asi 300 000 Kčs opravit střechu, byla pokryta měděným plechem. Turistický průvodce z roku 1987 již zámek popisoval jako neudržovaný a poškozený. V roce 1987  či 1989  byl zámek Okresním národním výborem v Jindřichově Hradci bezúplatně převeden na JZD Chyně (vlastníkem byl stále stát.) Pokus o rekonstrukci na rekreační objekt z důvodu nedostatku financí nebyl dokončen, naopak se během něj ztratila i měděná krytina ze 70. let. Od začátku 90. let až do roku 1998 vedl stát s JZD Chýně soudní spor, jehož výsledkem byl verdikt, že zámek patří státu.
V roce 2001 jej za 2,5 milionu korun koupila obec. Obec prodala v roce 2004 ruinu za čtyři milióny korun společnosti Pragoprojekt. Slíbenou rekonstrukci na turistický objekt s hotelem, masážním salonem, restaurací a hipoterapeutickou konírnou však nový vlastník neuskutečnil a zajistil jen drobné opravy. Pro přestavbu bylo vydáno v lednu 2008 stavební povolení. V rámci počátku rekonstrukce byly obnoveny stropy a oklepána omítka. Objekt připadl od 1. listopadu 2007 do vlastnictví společnosti NMS a. s., odštěpené od Pragoprojektu. V listopadu 2007 jej vlastník prostřednictvím realitní kanceláře nabízel (včetně pozemků v celkové výměře 43 076 m2) k prodeji za 10,5 miliónu korun (dle aktualizované nabídky za 11,26 milionu včetně projektu).
MF Dnes v září 2008 zveřejnila nepravdivou informaci, že zámek údajně koupili Rusové a že jen čekají na to, až zámek spadne. Městský úřad v Dačicích se údajně vyjádřil, že památka není v havarijním stavu a že správní řízení zahájí až tehdy, pokud by vlastník v nejbližších měsících nezačal zámek zajišťovat.

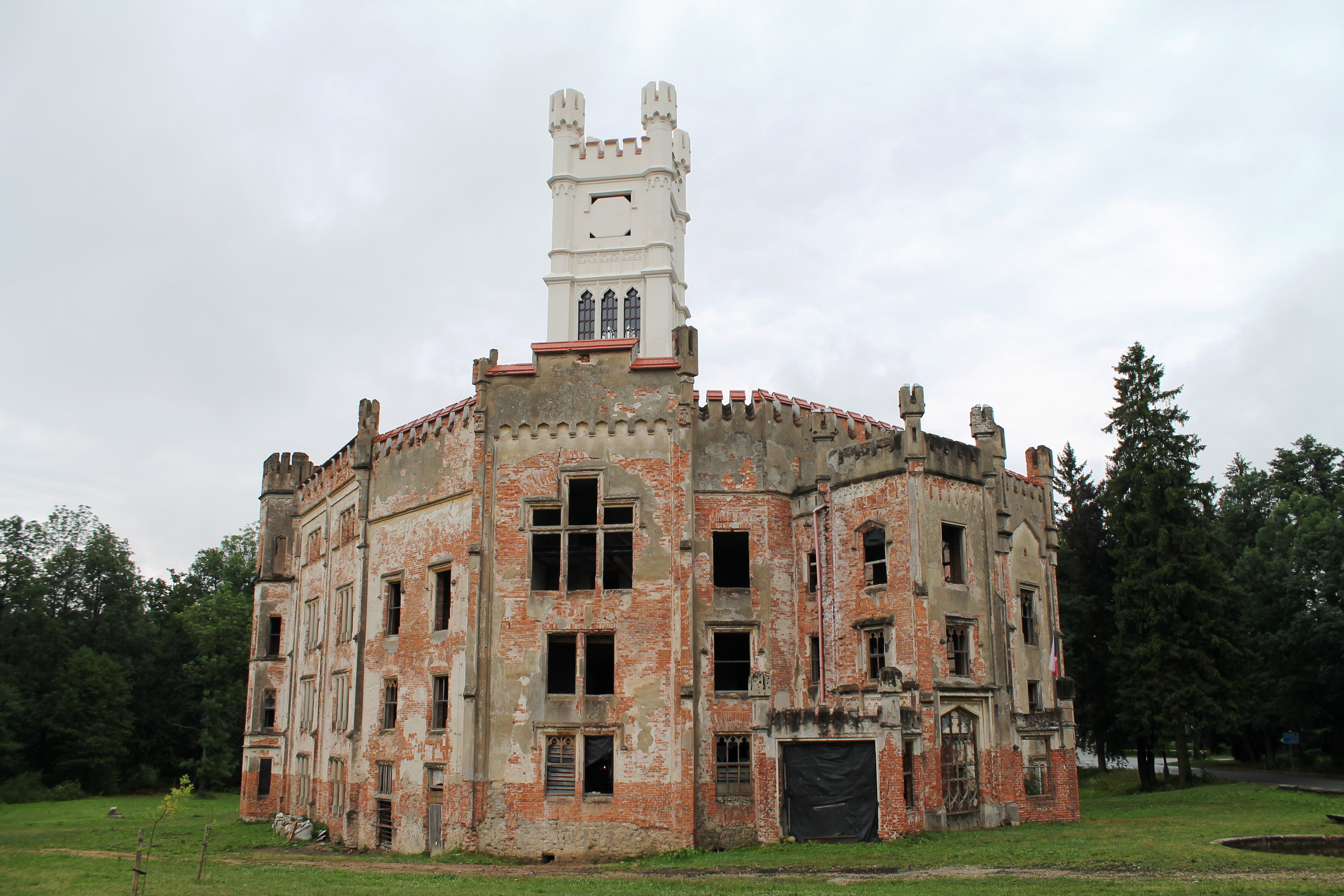
Český Rudolec, zámek po opravě věže

V roce 2008 byly vstupy zazděné a zamřížované, omítka opadaná, stěny rozpraskané a prorůstající náletovými dřevinami, okna vytlučená. Zámek neměl střechu ani okna, v některých místnostech byly propadlé stropy. Interiéry byly v roce 2007 zcela zničeny.

### Rekonstrukce zámku
V roce 2010 se v zámku začaly provádět drobné opravy (byla obnovena krytina ozdobného cimbuří, byly provizorně zabedněny okenní otvory). Objekt byl roku 2011 rovněž zpřístupněn veřejnosti, v roce 2012 došlo k opravě budovy správce a zájezdního hostince. V roce 2014 byla zahájena oprava věže zámku; oprava byla dokončena v roce 2016.

## Architektura zámku

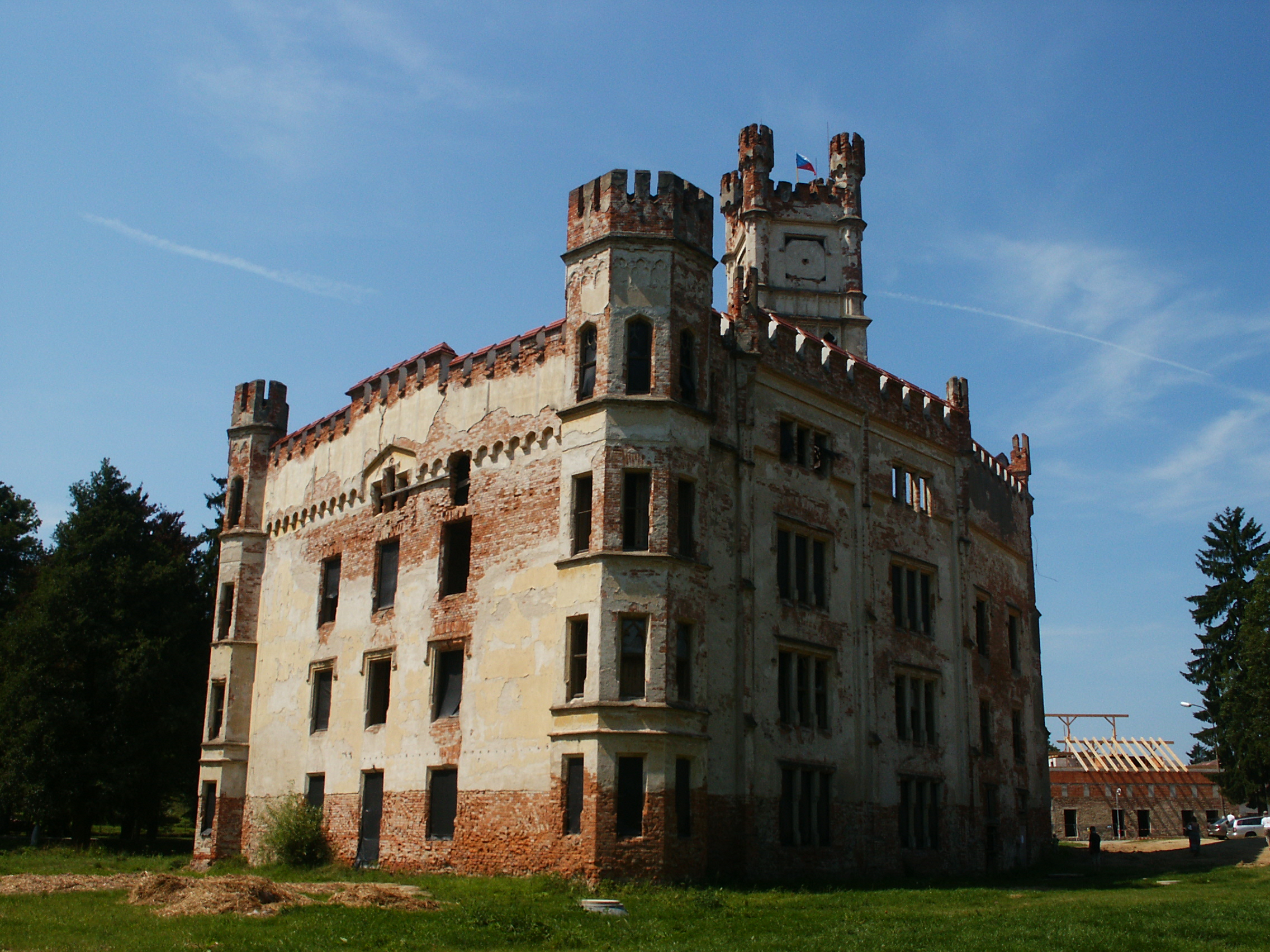
Východní nároží zámku

Zámek Český Rudolec tvoří pětiboká třípatrová budova s nepravidelným nádvořím. Dominantou zámku je hranolová věž, která se tyčí ze středu hmoty budovy. Z těla budovy vystupuje monumentální vstup s vestibulem. Sídlo prošlo mnohými úpravami a v současné době si uchovalo podobu neogotické stavby, na které bylo přestavěno po požáru v roce 1860.

### Severozápadní průčelí
Severozápadní fasáda má dvě části. Většinu tvoří obdélný rizalit, který nese sdružená okna v přízemí a prvním patře. Druhému patru vévodí trojité sdružené okno, jehož střední část převyšuje obě boční. Rizalit je zakončen pseudogotickou římsou a dvěma miniaturními věžičkami. Celý rizalit je orámován náznakem opěrného systému, který má na posledním článku reliéf kříže.
Druhá část průčelí je lehce zkosená a velice úzká, v každém patře má jedno okno dělené horizontálně na půl a vertikálně na třetiny. S každým dalším podlažím se okna zmenšují. Průčelí je ukončeno rovnou římsou s cimbuřím.
Křídlo, kde se nachází hlavní vstup do zámku, stojí na půdorysu písmene Y. Křídlo tvoří dvou patrová hranolovitá věž s užší částí křídla pojící jí s hlavní hmotou zámku a dvě přízemní křídla s velkými vstupními vraty na jejich koncích. Věž má na všech stranách v každém patře po jednom okně, která jsou horizontálně dělena na poloviny a vertikálně na třetiny. V přízemí vstupní věže je široké francouzské okno, původně děleno do čtvercové sítě s dalším dělením pomocí pseudogotických ornamentů, nad oknem je neogotický portál. Věž je na každé hraně zakončena miniaturní věžičkou a obepnuta cimbuřím.

### Západní průčelí
Západní průčelí se skládá ze dvou částí, přičemž pravá menší část tvoří pouze čtvrtinu průčelí. Je zakončena dvěma malými věžičkami s cimbuřím, nad okny ve druhém patře je římsa ve tvaru písmene A. Pravá část průčelí je ohraničena náznakem opěrného systému. V každém patře nese jedno okno, v přízemí je sdružené s ostěním, v prvním patře je horizontálně rozděleno na poloviny, dříve i vertikálně na třetiny, v druhém patře stejně jako v prvním, ale v honí polovině okna se nachází pseudogotické ornamenty ve tvaru lomeného oblouku, okno má ostění.
Levá část průčelí nese v každém patře okna tři, všechna jsou nebo byla rozdělena horizontálně na poloviny a vertikálně na třetiny a opět mají v horní polovině neogotické ozdoby ve tvaru lomeného oblouku. Ve třetím patře jsou tři malá sdružená okna. Pravá část průčelí je zakončena cimbuřím.

### Jižní průčelí
Jižní průčelí je velmi členité, má pět částí. Ta první je hraničena dvěma římsami s náznakem opěrného systému a s věžičkou nahoře, v přízemí je malé zabedněné čtvercové okno, nad ním trojboký arkýř zabírající první i druhé patro, zakončen cimbuřím. Na každé straně nese jedno obdélné okno, patra na arkýři rozděluje římsa, která je i pod cimbuřím. Nad arkýřem je římsa vykrojena do tvaru písmene A, zakončeno cimbuřím.
Další část má v přízemí dveře zakončené špicí a vedle okno taktéž zakončené špicí. Obě patra nesou po dvou obdélných oknech s ostěním. Ve třetím patře jsou dvě sdružená okna. Zakončeno cimbuřím. I tato část je ohraničena římsami s náznakem opěrného systému a s věžičkou nahoře.
Třetí část je rizalit v přízemí s dveřmi s ostěním, v obou patrech po jednom okně s ostěním horizontálně rozděleným na poloviny a vertikálně na třetiny, přičemž v horní polovině s neogotickými ozdobami, římsa je vykrojena do pěti obloučků. Rizalit je ohraničen stejně jako dvě předchozí části.
Předposlední část má v přízemí okno zakončené špicí ve tvaru písmene A, v prvním patře je arkýř s cimbuřím a velkým oknem rozděleným na poloviny. Ve druhém patře je obdélné okno s ostěním a ve třetím patře je malé sdružené okno. Zakončeno cimbuřím.
Poslední částí je čtyřpodlažní pětiboký arkýř s třemi okny v každém patře. Je zakončen cimbuřím.

### Východní průčelí
Východní průčelí není členité. V přízemí má dvě obdélníková okna s ostěním, mezi nimiž jsou úzké dveře, v obou patrech nese po třech obdélníkových oknech s ostěním, ve třetím patře jsou tři malá sdružená okna, přičemž prostřední převyšuje obě krajní. Nad tímto oknem má římsa tvar písmene A, na obě strany pak pokračuje ve tvaru malých obloučků. Zakončeno cimbuřím, nad prostředním oknem je větší a vyšší. Po stranách jsou arkýře ve tvaru věží.

### Severozápadní
Severozápadní průčelí má čtyři části. První částí zleva je pětiboký arkýř s pěti, nahoře oblými okny v každém patře včetně třetího, zakončen cimbuřím. Vedle asi metr široký pruh s velice úzkým okénkem ve třetím patře, zakončen cimbuřím.
Další část začíná vystouplou římsou s věžičkou nahoře. V přízemí, prvním a druhém patře je trojité sdružené okno s ostěním, v horní polovině s neogotickými ozdobami ve tvaru lomeného oblouku. Zakončena opět cimbuřím, které se však mírně liší od cimbuří před věžičkou.
Třetí část je zrcadlová k části předchozí, odděluje je římsa.
Poslední část nemá jako jediná v tomto průčelí okna ve třetím patře a je nepatrně nižší než předchozí dvě části, tedy stejně vysoká jako metrový pruh vedle arkýře. V přízemí jsou dva zabedněné vchody s ostěním, jsou stejně široké, jako obdélná okna v obou patrech. Ty mají také ostění, jsou horizontálně rozděleny na poloviny a vertikálně na třetiny. V horní polovině jsou pseudogotické ozdoby ve tvaru lomeného oblouku. I tato část je zakončena cimbuřím, ale římsa pod ním přesahuje i do třetího patra, takže tam nejsou žádná okna.